# Attentat du 21 octobre 2013 à Volgograd
L'attentat du 21 octobre 2013 est un attentat-suicide survenu dans un autobus traversant le raïon (district) de Krasnaïa Armia (faubourg en dehors du centre-ville) à Volgograd (ancienne Stalingrad) dans le sud de la Russie. Cet acte terroriste est commis par une islamiste du nom de Naïda Assiyalova, deux mois après la diffusion par vidéo d'un message de Dokou Oumarov appelant à des attentats avant les Jeux olympiques de Sotchi. L'attentat fait sept morts.

## Les faits
L'explosion se produit le 21 octobre 2013 à 14 heures 05 (heure locale) dans un autobus de type LIАZ-5256, en service sur la ligne n°29 dans le district périphérique de Krasnaïa Armia de Volgograd, à 50 mètres de l'arrêt « Lessobaza », le long du fleuve.
L'explosion est due à la détonation d'une ceinture explosive composée d'une charge de 500 à 600 grammes d'équivalent en TNT et de deux grenades que la terroriste portait sur elle. Cela provoque la mort de sept personnes en plus de l'auteur de l'attentat. Trente-sept personnes sont blessées, dont trente hospitalisées. Certaines personnes figurant parmi les blessés se trouvaient à bord d'automobiles circulant près de l'autobus.

## Victimes
- Maxime Letkov, lycéen, 16 ans ;
- Kirill Litvinenko, étudiant, 18 ans ;
- Maria Popadinets, étudiante, 18 ans ;
- Victoria Koneva, étudiante, 20 ans ;
- Ioulia Prikhodtchenko, femme au foyer, 22 ans ;
- Elena Mikhaïlova, infirmière, 29 ans ;
- Vera Verechtchaguina, 59 ans.

## Enquête
Les actes d'inculpation sont ouverts selon trois articles: l'article 3-205 (acte terroriste), article 2-105 (meurtre de deux personnes et plus) et article 222 (port illégal d'arme et d'explosif). L'auteur de l'attentat-suicide est une femme de trente ans, Naïda Assiyalova (en russe : Наида Сиражудиновна Асиялова, Naïda Sirajoudinovna Assiyalova) née au Daghestan et vivant en couple avec un Russe converti à l'islam de presque dix ans son cadet. Ce dernier, Dmitri Sokolov, fait sa connaissance par Internet en 2010, puis la rencontre à Moscou, et ils décident de vivre ensemble et de prendre des cours de langue arabe, après que le jeune homme se soit converti au wahhabisme sous le nom d'Abdoul Djabbar. Ensuite le jeune homme abandonne ses études et part vivre au Daghestan où il rejoint les combattants de la cause wahabbite. C'est lui qui est supposé - selon les services secrets - avoir organisé l'attentat.
Selon les déclarations du Comité d'enquête de la fédération de Russie, la femme terroriste est arrivée à Volgograd de Makhatchkala à bord d'un autocar de ligne pour commettre son attentat qui a lieu une heure après.
Le comité antiterroriste national révèle le 20 novembre suivant que Sokolov a agi sous les ordres de Mourad Kassoumov, chef de bande organisée.

## Les suites

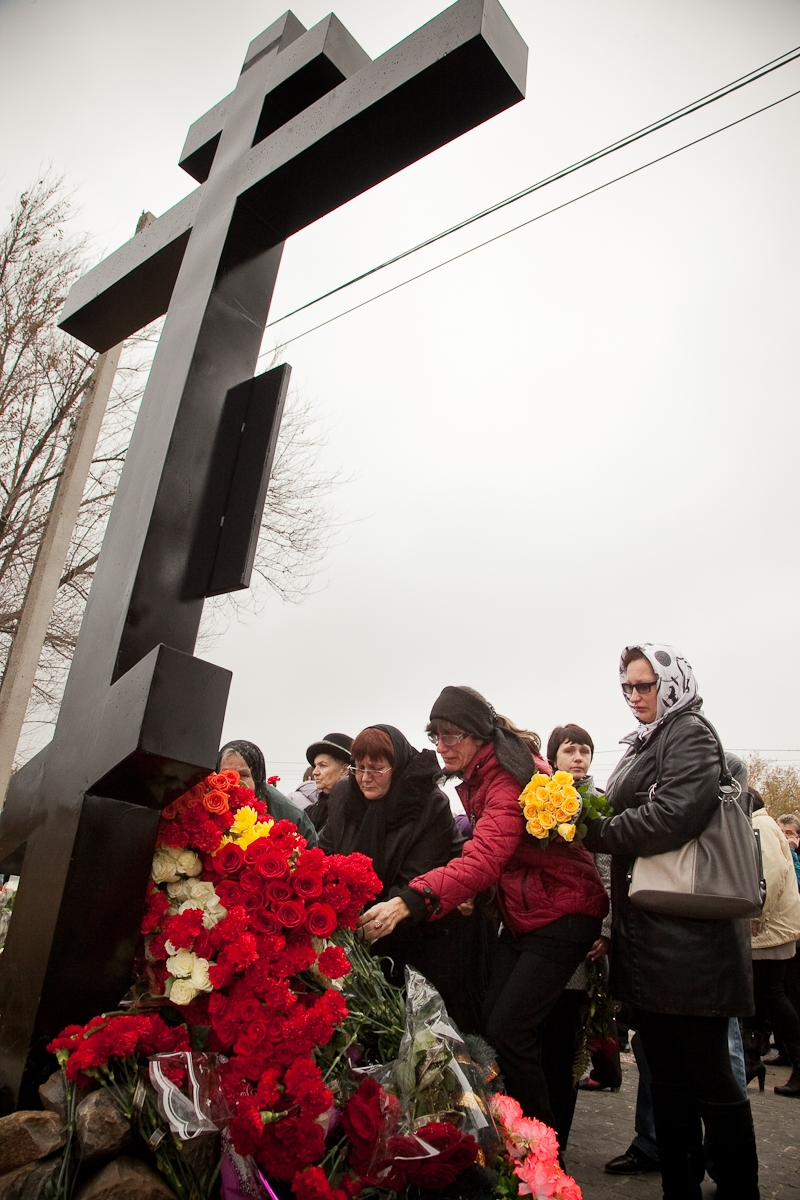
Des familles de victimes se recueillent, le 14 novembre.

Trois jours de deuil sont décrétés dans tout l'oblast de Volgograd à partir du 22 octobre. Le patriarche Cyrille de Moscou et le conseil des muftis de Russie expriment leurs condoléances aux victimes.
Toutes les autorités civiles de la région expriment leur désapprobation.
Au niveau national, le président Vladimir Poutine transmet ses condoléances en fin de journée, ainsi que le maire de Moscou Sergueï Sobianine, le gouverneur du kraï de Krasnodar et le gouverneur de l'oblast de Volgograd qui annonce le versement d'indemnités aux victimes.
Le président du Daghestan, Ramazan Abdoulatipov, déclare le soir de l'attentat : « la compagne du bandit a suivi le même chemin que lui. Ces gens n'ont aucune appartenance, ni religieuse, ni nationale ; ils se sont privés eux-mêmes de toute valeur morale et éthique. N'ayant pas trouvé leur place parmi les gens normaux, ils ont essayé d'imposer leurs propres règles et lois en appliquant la méthode la plus odieuse, celle du meurtre et de la violence. »
Au niveau international, aucune condoléance n'est exprimée de la part d'un pays occidental. La Chine envoie des regrets officiels en qualifiant cet attentat d'acte odieux.
Deux mois après, deux attentats selon le même mode opératoire sont commis à Volgograd les 29 et 30 décembre 2013.